# 貨物運輸

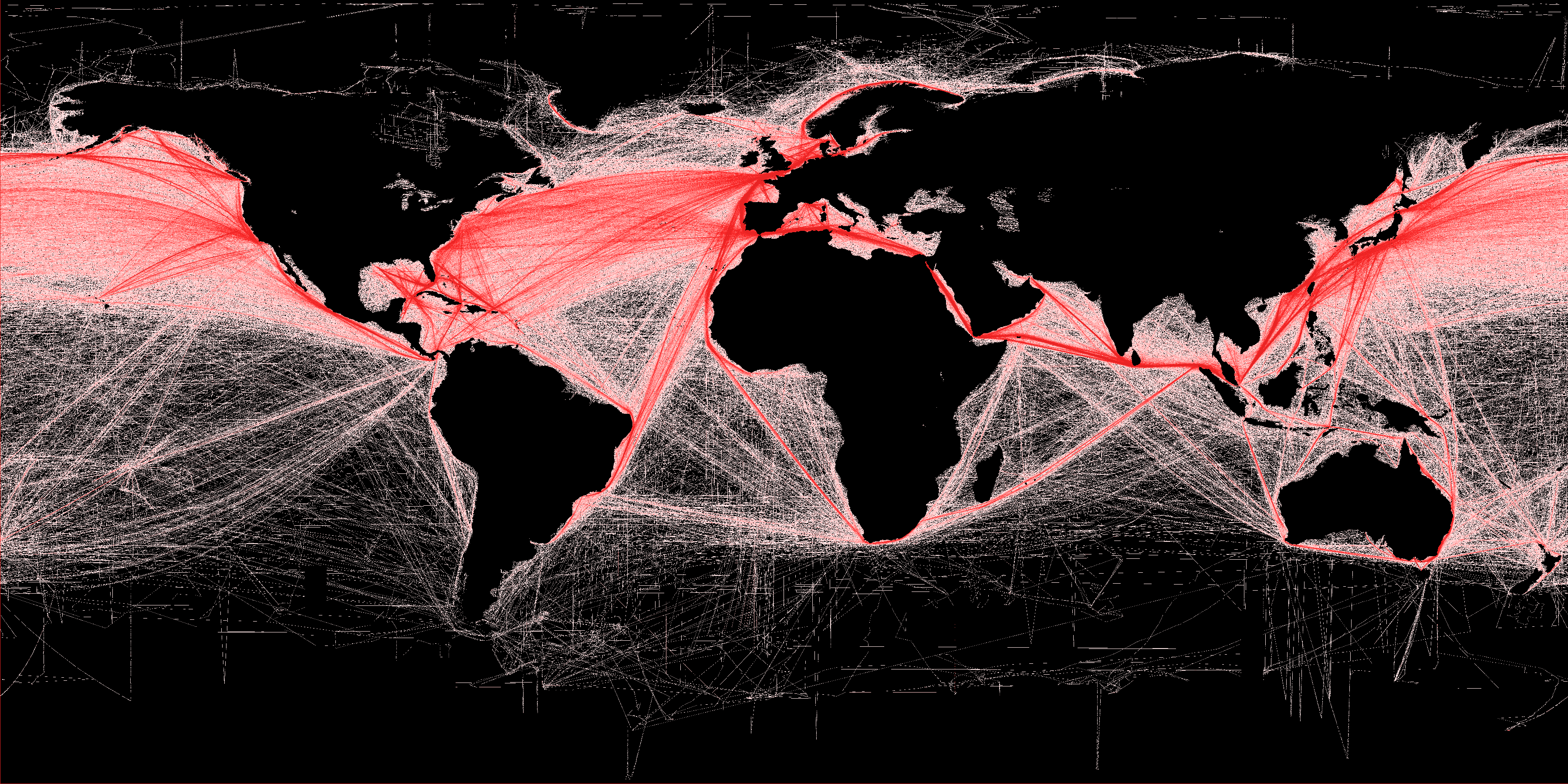
这张航运路线图说明了海洋中商业航运的相对密度

货运是指大宗物資和商品货物的运输过程。 

### 地面
陆运（陸路運輸）可以通过鐵路列車或卡车货车进行。在空运和海运中，需要通過陆运将货物从原产地运送到机场或海港，然后再运到目的地，因为由于各国海岸线有限，工廠并非总是能建在港口附近。陸路運輸通常比空运更实惠，但比海运更昂贵，尤其是在内陆基础设施可能不完善的发展中国家。

### 海運
许多货物都是通過货船运输至目的地。。根据联合国贸易和发展会议的一份报告，80-90%的国际贸易都是通過海运完成的 。 在河流和运河上，驳船经常用于运送散装货物。Bulk cargo

### 空運
由专用货机和客机行李舱運輸貨物的方式稱為空运。空运通常是運送貨物最快的方式，但也是最昂贵的。

### 多式联运
有些货物可能使用至少两种不同的运输方式（例如陆运和空运）运输。货物一般來到轉運站（例如火车站、机场等）後會變更運輸方式。